# Su su
Su su hay su le trong phương ngữ miền Trung Việt Nam (danh pháp hai phần: Sicyos edulis, đồng nghĩa: Sechium edule) là một loại cây lấy quả ăn, thuộc họ Bầu bí, cùng với dưa hấu, dưa chuột và bí.

## Phân loại
Loài này được nhà thực vật học Patrick Browne mô tả khoa học lần đầu năm 1756 như là Sechium sp.
Năm 1760, nó được Nikolaus Joseph von Jacquin phân loại như là Sicyos edulis và năm 1763 bởi Michel Adanson như là Chocho sp. Năm 1800, Olof Swartz phân loại su su như là Sechium edule.

## Từ nguyên
Tiếng Pháp dùng tại các lãnh thổ hải ngoại của Pháp ở Thái Bình Dương và Ấn Độ Dương gọi là "chouchou" (Réunion, Île Maurice), "chouchoute" (Nouvelle-Calédonie, Polynésie thuộc Pháp) - phát âm như su-su trong tiếng Việt, có lẽ đây là nguồn gốc tên tiếng Việt của loại quả này.

## Mô tả
Cây này có lá rộng, thân cây dây leo trên mặt đất hoặc trên giàn. Ở Việt Nam, su su được trồng để vừa lấy quả và vừa lấy ngọn trong chế biến các món ăn. Ví dụ: củ su su xào tỏi, ngọn su su làm lẩu. Ở Miền Bắc, su su được trồng rất nhiều thành hệ thống giàn men theo sườn núi, dọc theo con đường từ thị trấn Sa Pa lên đến thác Bạc.

## Phân bổ
Costa Rica là quốc gia xuất khẩu chính su su ra khắp thế giới như EU, Hoa Kỳ. Su su là một loại rau quả quan trọng trong ngành ẩm thực Mexico. Tiểu bang Veracruz là nơi trồng su su quan trọng nhất của México và cũng là nơi xuất khẩu chính quả su su, chủ yếu qua Mỹ.

## Hình ảnh

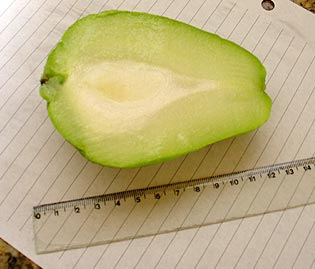
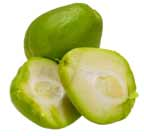
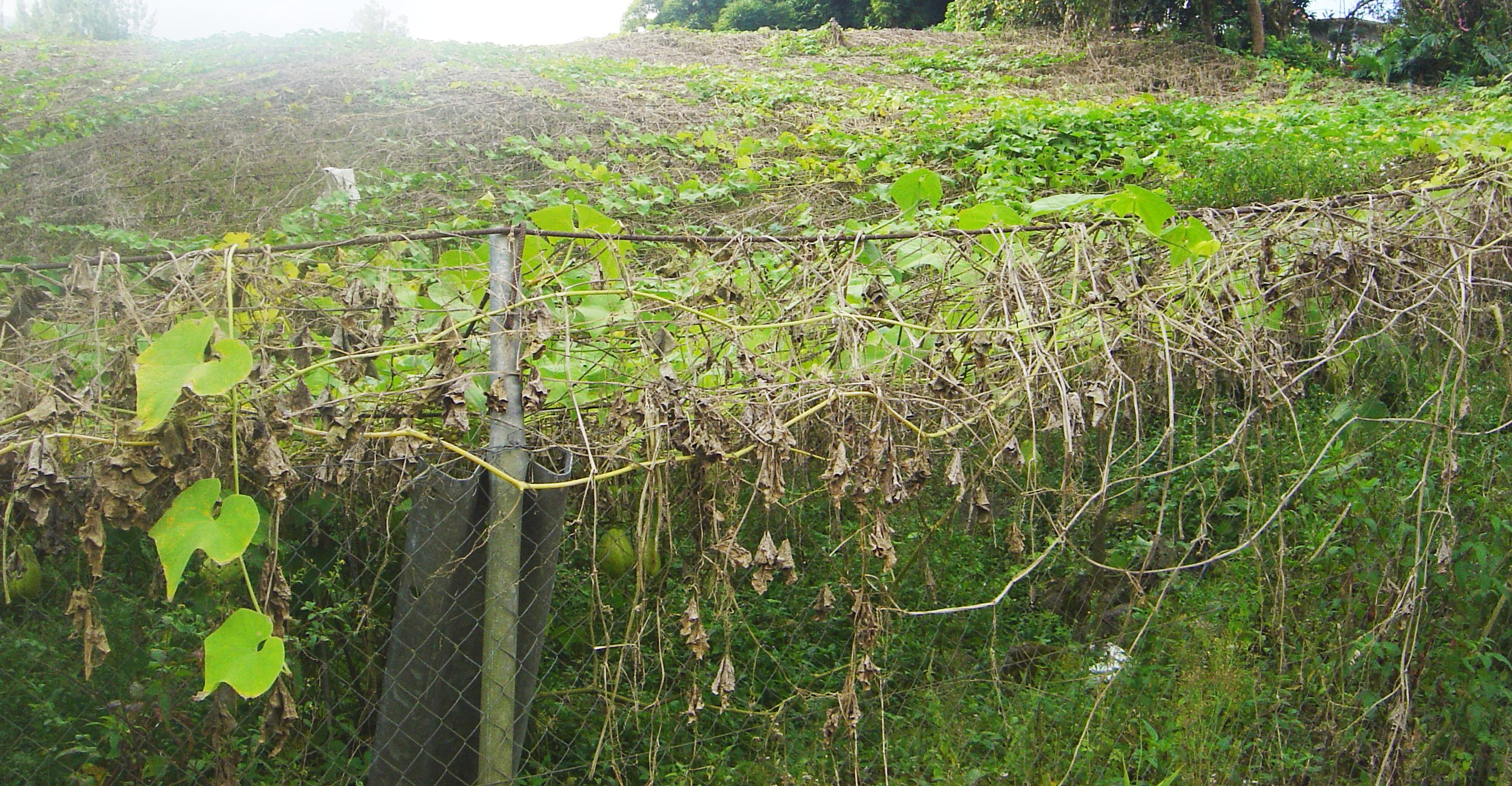
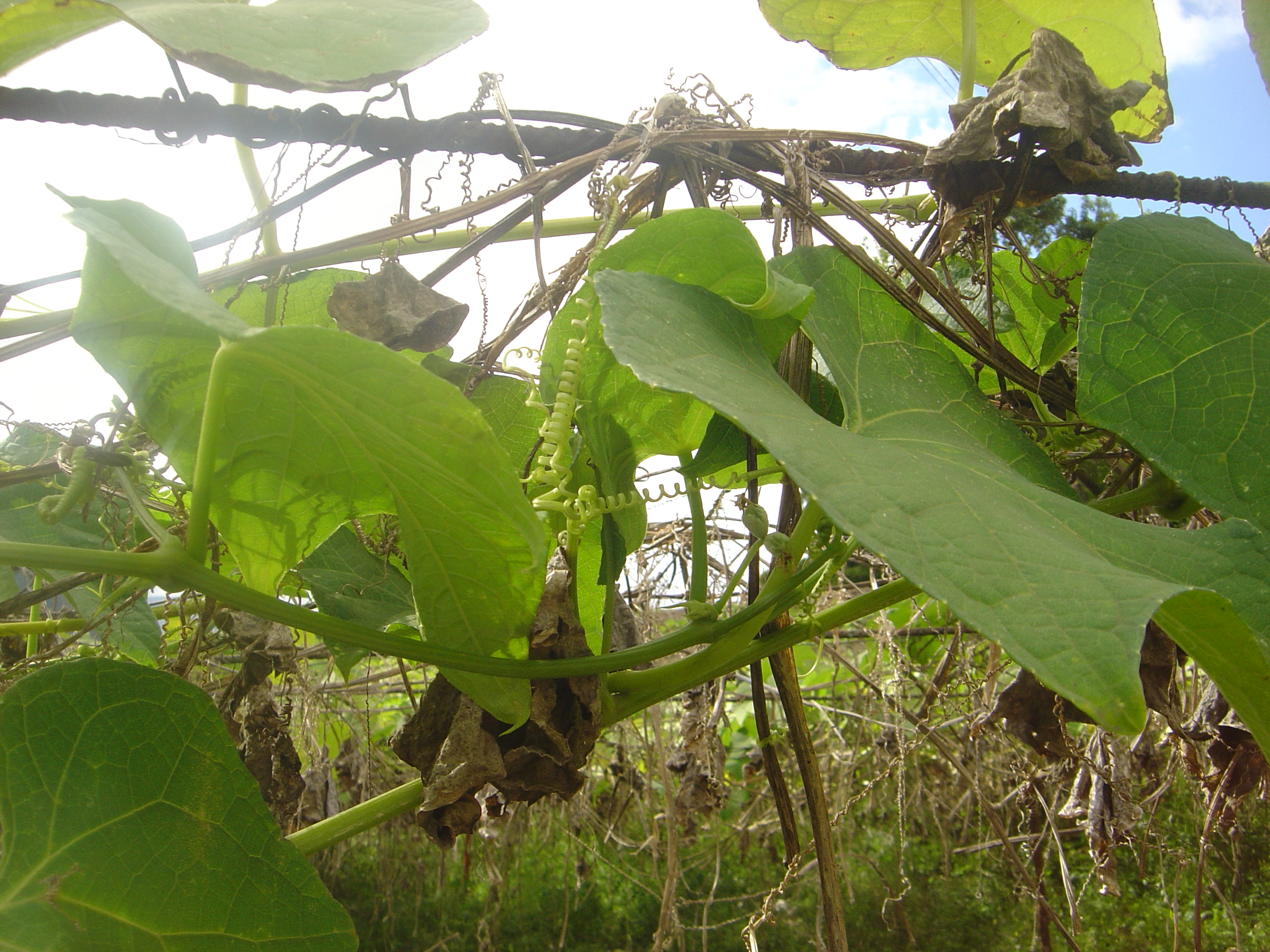
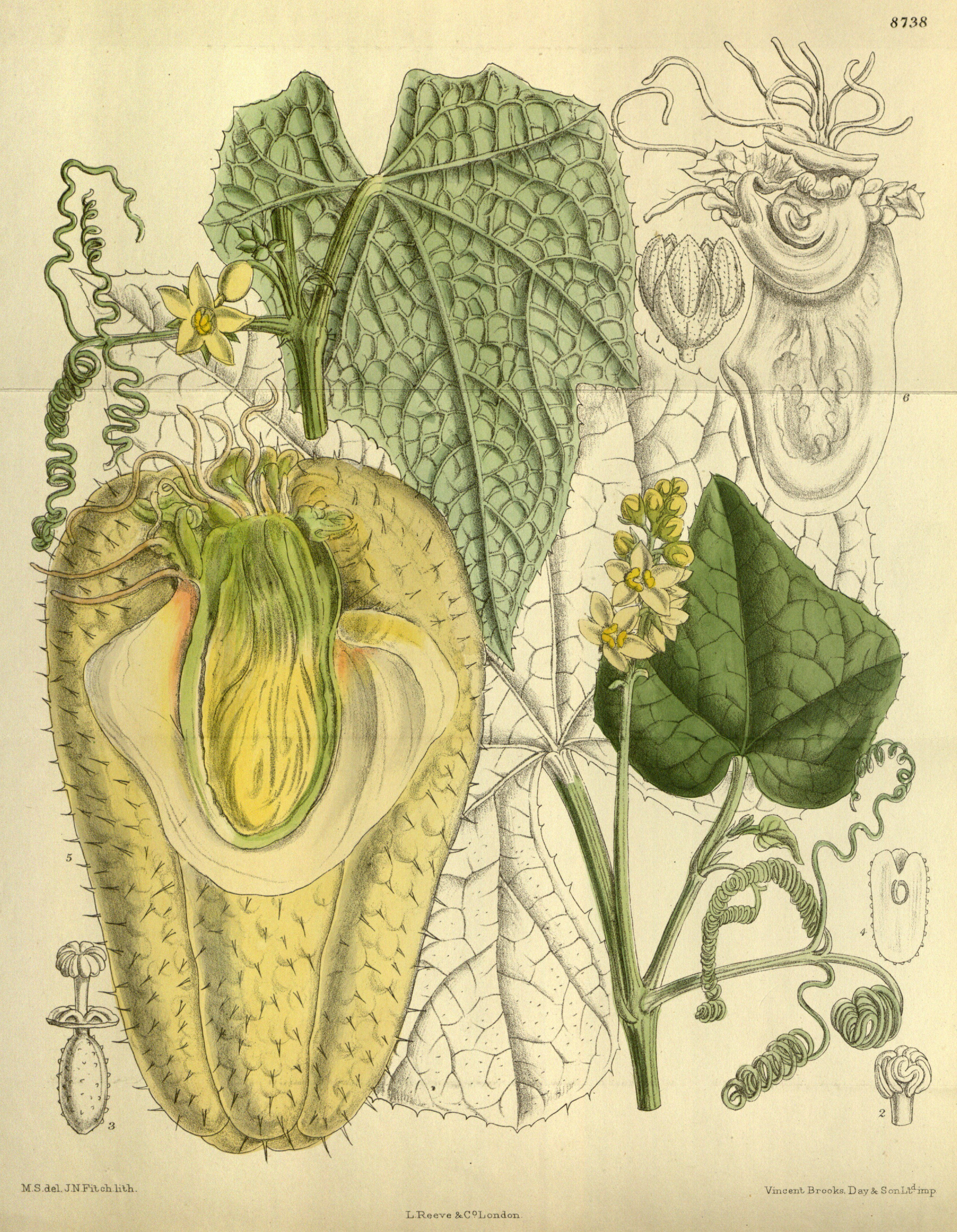
Quả, lá, cành su su
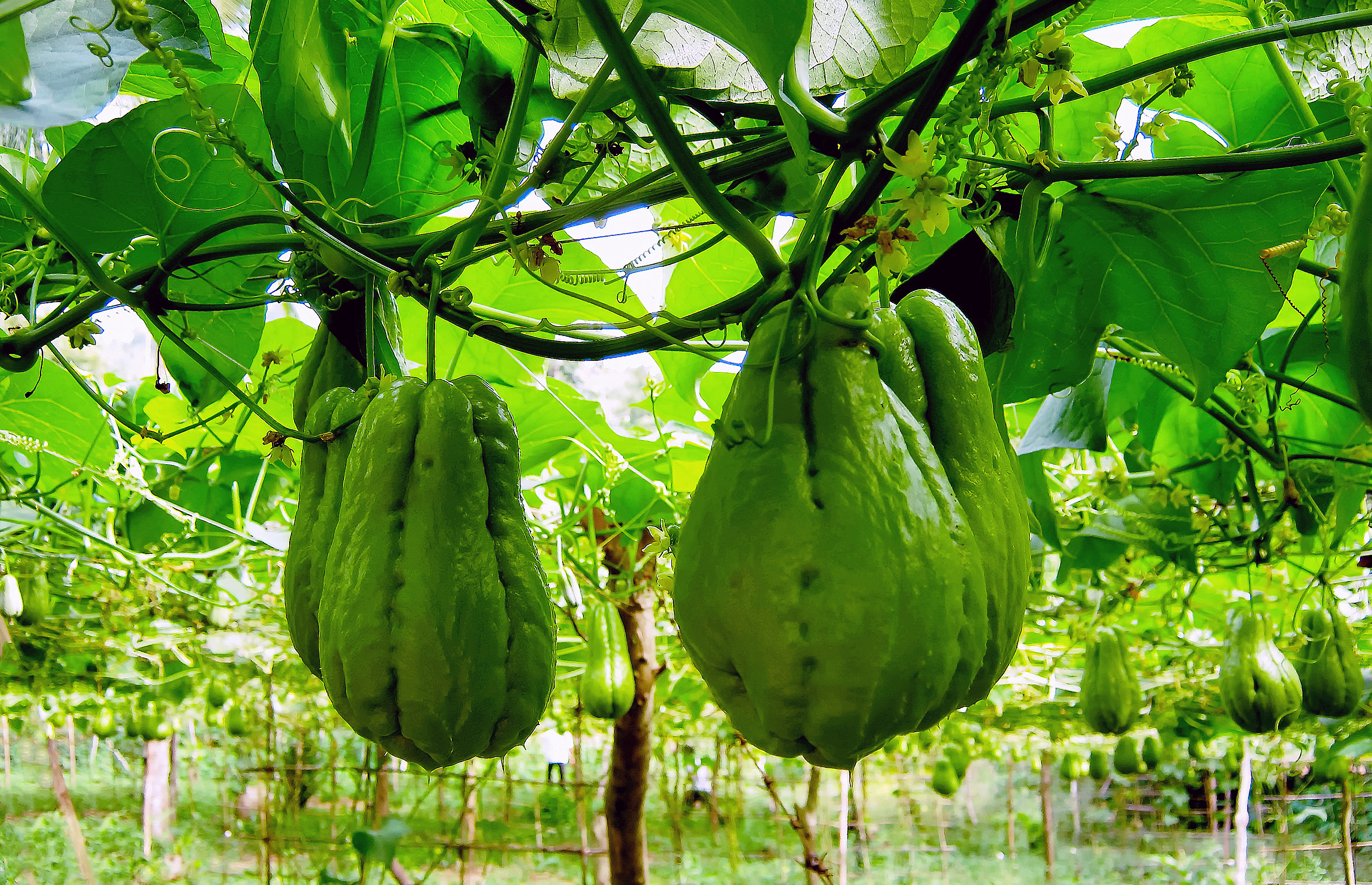
Su su trên đỉnh núi Cấm (Tịnh Biên, An Giang).